# Maria Mena
Maria Mena (* 19. února 1986 Oslo) je norská zpěvačka pop music. Písně skládá spolu s Martinem Sjøliem, většina repertoáru je v angličtině. Její matka je norská dramatička, otec je hudebník pocházející z Nikaraguy, rodiče jí dali jméno Maria podle hlavní postavy muzikálu West Side Story. Debutový singl „Fragile (Free)“ vydala v roce 2002, následující píseň „My Lullaby“, inspirovaná rozvodem jejích rodičů, se v Norsku stala zlatou deskou. V roce 2004 účinkovala v Noční show Davida Lettermana, v roce 2007 vystoupila na koncertě Live Earth v Hamburku. V roce 2008 získala cenu Spellemannprisen pro nejlepší norskou zpěvačku roku. Album Weapon in Mind (2013) bylo na čele hitparády VG-lista, v singlové skladbě „Fuck You“ se Maria Mena zabývá tématem kyberšikany. Dalšími jejími hity jsou „Just Hold Me“, „Home for Christmas“ a „I Don't Wanna See You with Her“. V roce 2015 obdržela čestnou cenu Sdružení norských umělců.

## Diskografie
- Another Phase (2002)
- Mellow (2004)
- White Turns Blue (2004)
- Apparently Unaffected (2005)
- Cause and Effect (2008)
- Viktoria (2011)
- Weapon in Mind (2013)
- Growing Pains (2015)